# Krystyna Bilska
Krystyna Bilska, także Krystyna Bilska-Jastrunowa (ur. 11 listopada 1904 w Zgierzu, zm. 11 stycznia 1975 w Łodzi) – polska tłumaczka literatury angielskiej i rosyjskiej.

## Życiorys
Bilska była absolwentką Wydziału Matematyczno-Fizycznego i Studium Pedagogicznego Uniwersytetu Jagiellońskiego, oraz ukończyła studia biologiczne na Uniwersytecie Łódzkim. Początkowo pracowała jako nauczycielka w gimnazjum. Pierwszych tłumaczeń rozpraw filozoficznych dokonywała podczas okupacji niemieckiej. Jako tłumaczka literatury pięknej zadebiutowała w 1946, tłumaczyła m.in.: Aleksandra Hercena, Konstantina Fiedina, Maksyma Gorkiego. Przełożyła na język polski trylogię: „Dzieciństwo Gorkiego”, „Wśród Ludzi”, „Moje Uniwersytety”, a także m.in. powieść „Matka” Gorkiego czy „Sanatorium Artkur”, ponadto na potrzeby dubbingu dokonywała również tłumaczeń dialogów filmowych.
Należała do Oddziału Łódzkiego Związku Literatów Polskich.

### Życie prywatne
Bilska miała 2 siostry i brata – działacza komunistycznego – Stanisława Bilskiego. Była pierwszą żoną Mieczysława Jastruna. W Łodzi mieszkała w Domu Literatów przy al. T. Kościuszki 98.
Spoczywa na cmentarzu komunalnym Doły w Łodzi (Kwatera: X, Rząd: 2, Grób: 19).

## Dialogi do filmów
- „Wielki obywatel” (1937-1939),
- „Pinokio” (1940),
- „Spisek Bankrutów” (1950),
- „Wszystko o Ewie” (1950),
- „Wielcy aktorzy Małego Teatru” (1951),
- „Rewizor” (1952),
- „Piękności Nocy” (1953),
- „Piotruś Pan” (1953),
- „Czarna teczka” (1954),
- „Biały pudel” (1955),
- „Przygoda w Złotej Zatoce” (1955),
- „Wyprawa w przeszłość” (1955),
- „Herbaciarnia „Pod Księżycem”” (1956),
- „Róże dla Bettiny” (1956),
- „Na psa urok” (1958),
- „Dzień za dniem bez nadziei” (1961),
- „Na tropie policjantów” (1962)[6].